# Кібернетичні аспекти екосистем

Схема зворотного зв'язку

Кібернетичні аспекти екосистем — розділ системної екології, що вивчає існуючі закономірності саморегулювання  екосистем на принципах прямих і зворотних позитивних і негативних зв'язків, що зумовлюють їх гомеостаз.
Окрім потоків енергії і кругообігу речовин, екосистеми характеризуються розвиненими інформаційними мережами, що включають потоки фізичних і хімічних сигналів, які зв'язують усі частини системи і управляють нею як одним цілим. Тому можна вважати, що екосистеми мають кібернетичну природу, хоча на відміну від створених людиною кібернетичних пристроїв її функції, що управляють, зосереджені усередині неї і дифузні (а не спрямовані назовні і спеціалізовані).
Управління ґрунтується на  зворотному зв'язку, який здійснюється, коли частина сигналів із виходу надходить на вхід. Якщо цей зворотний зв'язок позитивний, то значення керованої змінної зростає. Позитивний зворотний зв'язок — це зв'язок, що посилює відхилення, і, без сумніву, він значною мірою визначає зростання і виживання організмів. Проте для того, щоб дійсно здійснювати контроль, наприклад, щоб уникати перенаселення, потрібний також і негативний зворотний зв'язок, що зменшує відхилення на вході.
Енергія сигналу від'ємного зворотного зв'язку украй мала у порівнянні з потоком енергії через систему. Низькоенергетичні компоненти, що багаторазово посилюють і управляють проходженням високоенергетичних компонентів, — основна характерна особливість кібернетичних систем.
Підсистеми, що справляють зворотний зв'язок, прийнято називати гомеостатичними механізмами, серед яких такі, 
що діють на рівні екосистеми — мікробні субсистеми, що регулюють накопичення і вивільнення біогенних елементів, і поведінкові механізми, 
субсистеми «хижак-жертва», популяції, що регулюють щільність, а також багато інших. 
Природно, що важливу роль в здійсненні зворотного зв'язку відіграють електромагнітні поля. Електромагнітна хвиля — ідеальний агент для швидкої передачі інформації на відстань, і ця її властивість цілеспрямовано використовується природою для реалізації гомеостатичного механізму.
Сильно виражена реакція організмів в екосистемі на низькі концентрації деяких речовин — це деяка аналогія гормонального контролю в організмі. Низькоенергетичні стимули, що викликають високоенергетичні реакції, дуже поширені в екосистемах. Наприклад, в лукопасовищній екосистемі дрібні паразитичні перетинчастокрилі відповідальні лише за дуже малу частину загального метаболізму біоценозу (менше 0,1%), але вони можуть зумовлювати дуже сильний управляючий ефект на загальний потік первинної продукції, паразитуючи на рослиноїдних комахах.
Упродовж всієї еволюції такі взаємодії підтримували стабільність екосистем, попереджаючи повне виїдання рослин, катастрофічні коливання чисельності хижаків і жертв і так далі
Надмірність зв'язків в екосистемі, коли якась функція виконується декількома компонентами, підвищує стабільність системи. Міра стабільності, що досягається, дуже різна і залежить як від жорсткості довкілля, так і від ефективності внутрішніх механізмів, що управляють. Виділяють два типи стабільності: резистентна стійкість, тобто здатність залишатися в стійкому стані під навантаженням, і пружна стійкість, тобто здатність швидко відновлюватися.
Таким чином, окрім системи зворотного зв'язку стабільність екосистеми забезпечується надмірністю функціональних компонентів. Наприклад, якщо в співтоваристві є декілька видів автотрофів, кожен з яких характеризується своїм температурним діапазоном функціонування, то швидкість фотосинтезу співтовариства в цілому може залишатися незмінною, незважаючи на коливання температури.
Гомеостатичні механізми функціонують у певних межах, за якими вже нічим не обмежувані позитивні зворотні зв'язки призводять до загибелі системи, якщо неможливо зробити додаткове налаштування. У міру наростання стресу система, продовжуючи залишатися керованою, може виявитися нездібною до повернення на колишній рівень. У багатьох випадках достовірно надійний гомеостатичний контроль встановлюється тільки після періоду еволюційної «підгонки». Для нових екосистем (наприклад, створюваних сучасним сільським господарством) або комплексів «паразит-хазяїн», що нещодавно склалися, зазвичай характерні різкіші коливання і надмірне зростання чисельності в порівнянні із зрілими системами, компоненти яких мали можливість пристосуватися один до одного.
Міра стабільності, що досягається конкретною екосистемою, залежить не лише від її історії і ефективності її внутрішніх управляючих механізмів, але і від характеру середовища на вході і, можливо, від складності екосистеми. Функціональна складність збільшує стабільність систем більшою мірою, ніж структурна, оскільки зростає потенційно можливе число петель зворотного зв'язку. Як правило, екосистеми мають тенденцію ставати складнішими в сприятливому фізичному середовищі, ніж у середовищі із стохастичними порушеннями на вході.